# Подводные лодки типа «Юсио»
Подводные лодки типа «Юсио» (яп. ゆうしお型潜水艦) — серия японских дизель-электрических подводных лодок. Спроектированы в начале 1970-х годов. С 1976 по 1989 год было построено 10 подводных лодок этого типа, которые оставались в строю до конца 1990-х — начала 2000-х годов, когда они были сменены более современными типами «Харусио» и «Оясио» и сняты с вооружения. По состоянию на начало 2008 года, единственная уцелевшая подводная лодка этого типа, «Юкисио», используется в роли учебной, остальные же были пущены на слом.

## Представители
| Название         | Заводской номер       | Судоверфь      | Дата закладки   | Спуск на воду   | Ввод в строй    | Судьба                          |
| ---------------- | --------------------- | -------------- | --------------- | --------------- | --------------- | ------------------------------- |
| Юсио ゆうしお    | SS 573                | Мицубиси, Кобе | 3 декабря 1976  | 29 марта 1979   | 26 февраля 1980 | пущена на слом в 1999           |
| Мотисио もちしお | SS 574                | Кавасаки, Кобе | 28 апреля 1978  | 12 марта 1980   | 5 марта 1981    | пущена на слом в 2000           |
| Сэтосио せとしお | SS 575                | Кавасаки, Кобе | 17 апреля 1979  | 12 февраля 1981 | 17 марта 1982   | пущена на слом в 2001           |
| Окисио おきしお  | SS 576 затем TSS 3602 | Кавасаки, Кобе | 17 апреля 1980  | 5 марта 1982    | 1 марта 1983    | пущена на слом в 2003           |
| Надасио なだしお | SS 577                | Мицубиси, Кобе | 16 апреля 1981  | 27 января 1983  | 6 марта 1984    | пущена на слом в 2001           |
| Хамасио はましお | SS 578 затем TSS 3604 | Кавасаки, Кобе | 8 августа 1982  | 1 января 1984   | 5 марта 1985    | пущена на слом в 2006           |
| Акисио あきしお  | SS 579                | Мицубиси, Кобе | 15 августа 1983 | 22 января 1985  | 5 марта 1986    | памятник с 2004                 |
| Такэсио たけしお | SS 580                | Кавасаки, Кобе | 3 апреля 1984   | 9 февраля 1986  | 3 марта 1987    | пущена на слом в 2005           |
| Юкисио ゆきしお  | SS 581 затем TSS 3605 | Мицубиси, Кобе | 11 мая 1985     | 23 января 1987  | 11 марта 1988   | Утилизирована 7 Марта 2008 года |
| Сатисио さちしお | SS 582                | Кавасаки, Кобе | 11 мая 1986     | 17 февраля 1988 | 24 марта 1989   | пущена на слом в 2006           |